# Combourg
Combourg (bret. Komborn) – miejscowość i gmina we Francji, w regionie Bretania, w departamencie Ille-et-Vilaine.
Według danych na rok 1990 gminę zamieszkiwały 4843 osoby, a gęstość zaludnienia wynosiła 76 osób/km² (wśród 1269 gmin Bretanii Combourg plasuje się na 89. miejscu pod względem liczby ludności, natomiast pod względem powierzchni na miejscu 36.).